# 应天府书院

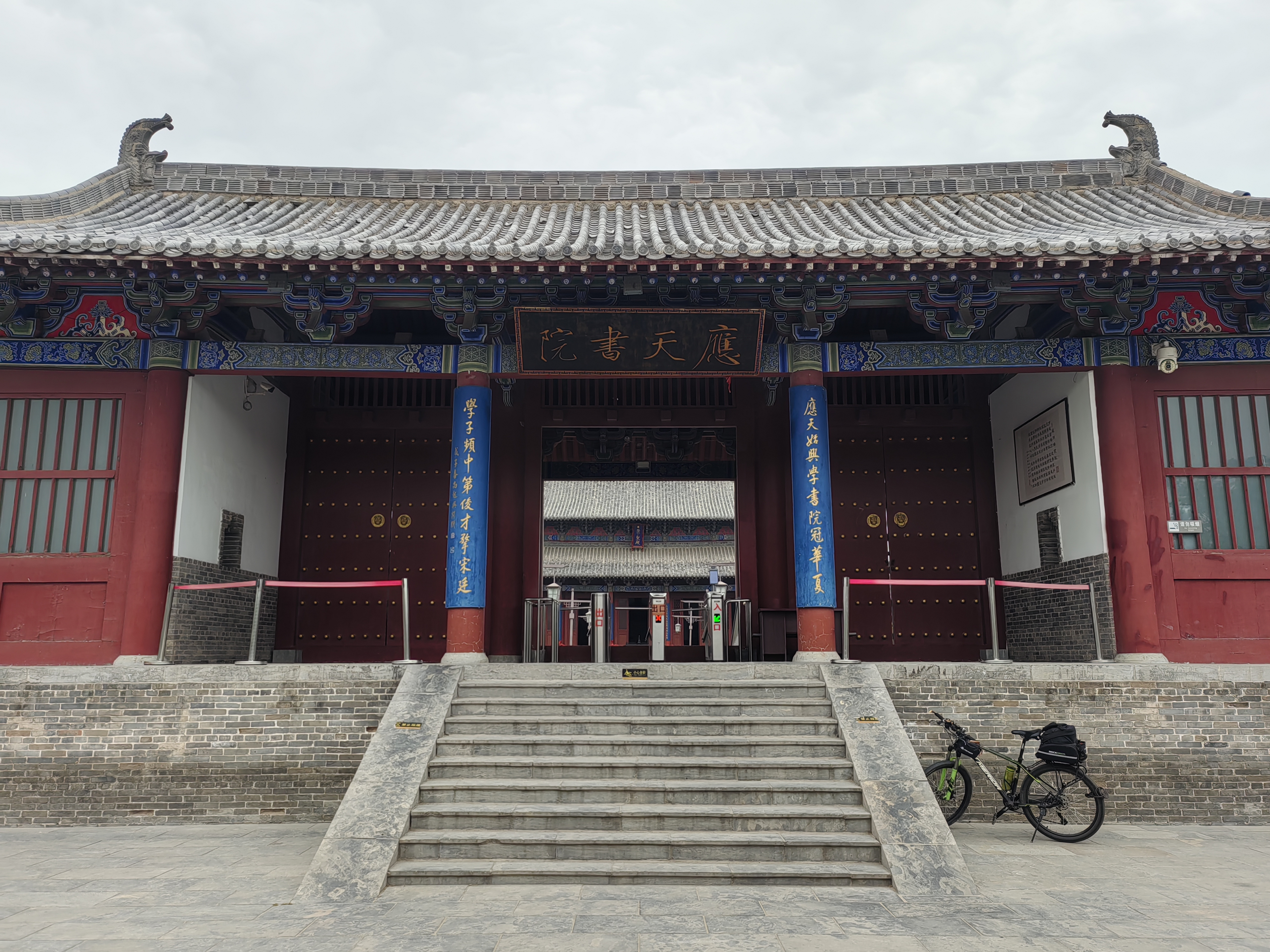
重建的應天書院

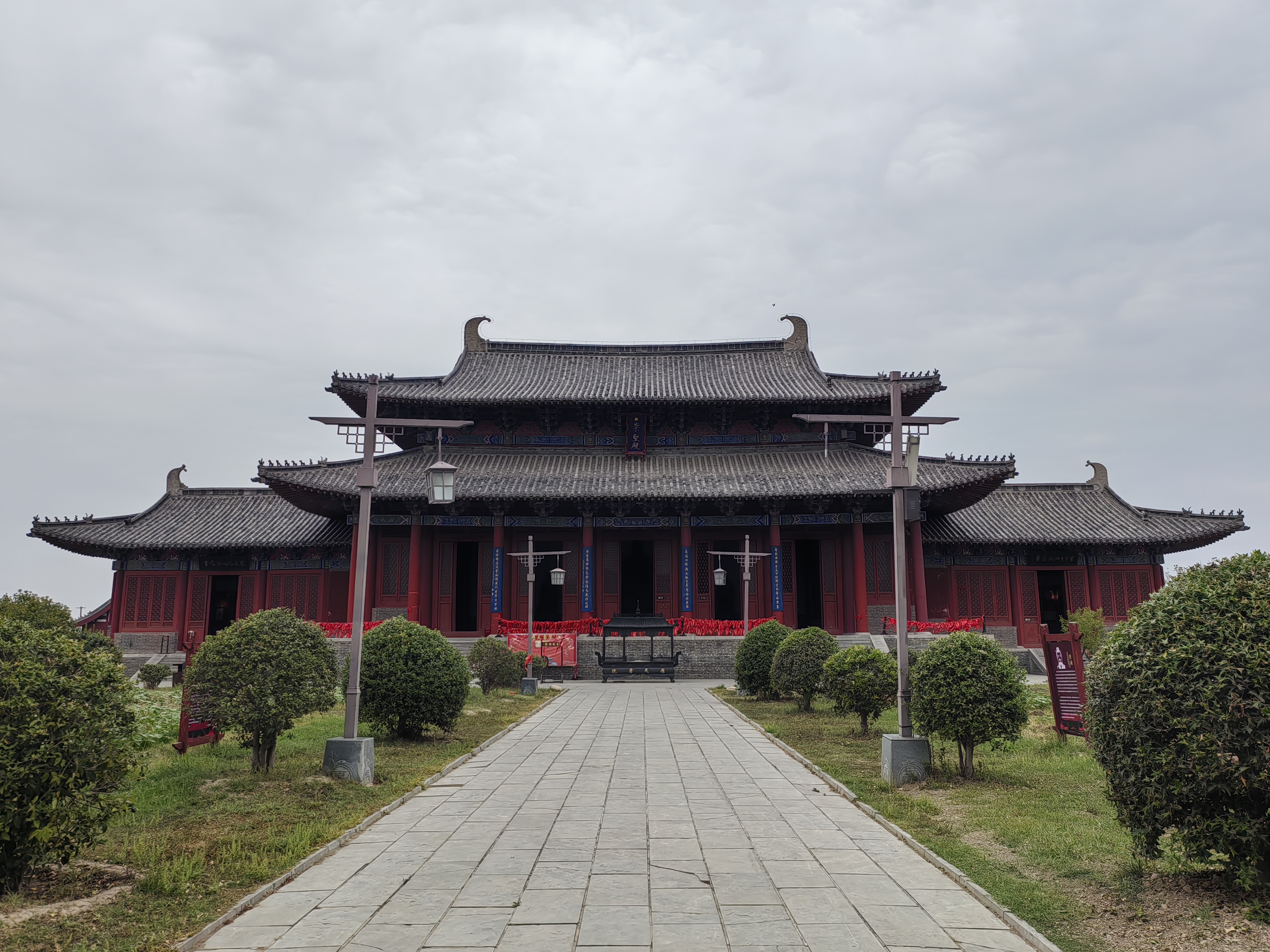
崇聖殿

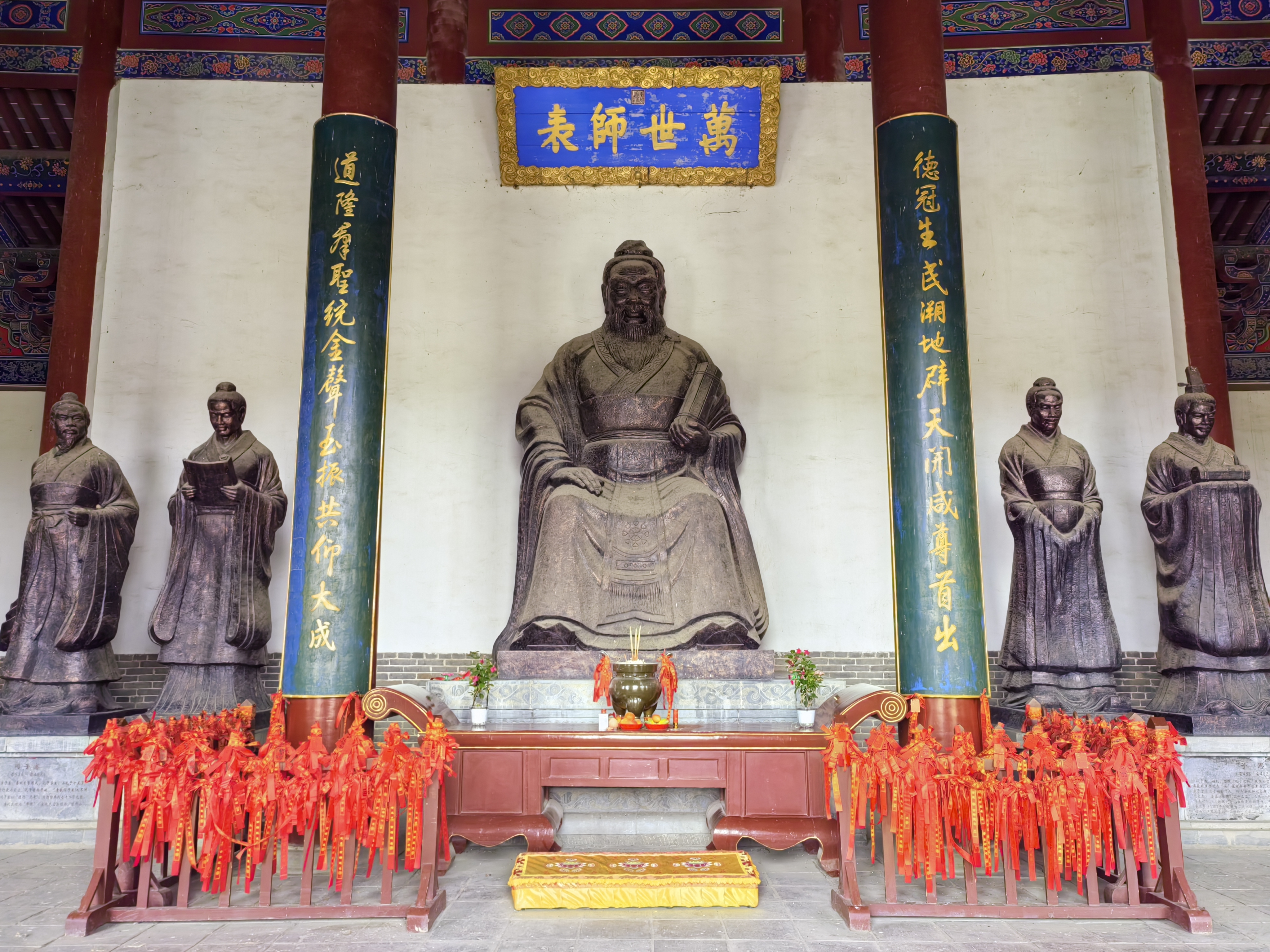
崇聖殿內部

應天府書院又稱商丘書院、睢陽書院、南都學舍、南京應天書院、南京書院、南京國子監，原址位于河南省商丘市睢阳区商丘古城南湖畔，由五代后晋杨悫所創，並列中國四大书院之一，宋初書院多設於山林勝地，唯應天府書院設於繁華鬧市，歷來人才輩出。靖康之變時（1126年），金兵南侵，中原淪陷，應天府書院被毀，學子紛紛南遷，中國書院教育中心隨之南移，應天府書院沒落。歷朝雖有人曾重修書院，但未能成功，今日應天府書院只剩下殘存建築。

## 歷史

### 草創
唐朝滅亡後，中國歷史進入「五代十國」分裂時期，官學遭受破壞、庠序失教，中原地區開始出現一批私人創辦書院，應天府書院由此而生。
書院历史最早追溯到五代後晋時期，宋州(今河南省商丘市)虞城(今商丘市睢阳区)通儒楊愨在歸德軍將軍趙直扶助下聚眾講學，創辦睢陽学舍。楊愨去世後，他的學生戚同文繼承師業，繼續辦學，培养出诸如宗度、许骧、陈象舆、高象先、郭成范、王砺等后来都成为台阁重臣的著名人物。應天府書院的前身就是當時的睢陽学舍(亦稱睢陽書院、南都學舍)。
北宋立國初期，急需人才，實行開科取士，睢陽學舍的生徒參加科舉考試，登第者達五六十人之多。文人、士子慕戚同文之名不遠千里而至宋州求學者絡繹不絕，出現了「遠近學者皆歸之」的盛況，睢陽學舍逐漸形成了一個學術文化交流與教育中心，但戚同文病逝後，學校一度關閉。

### 北宋盛世
應天府（今河南省商丘市睢陽區商丘古城），在成為應天府之前是宋州（今商丘市）的治所。宋太祖趙匡胤建立宋朝之前，在後周任殿前都點檢、兼宋州歸德軍節度使，所以宋州被認為是太祖的發跡地。景德二年（公元1005年），宋太祖赵匡胤尊号为“应天广运仁圣文武至德皇帝”，景德三年（1006年），宋真宗將太祖發跡之處宋州升為應天府；大中祥符七年（1014年），宋真宗親自駕臨應天府，升應天府為南京 (与东京（今开封）、西京（今洛阳）并列为三京)。大中祥符元年(1008年)，當地人曹誠「請以金三百萬建學于先生（楊愨）之廬」，在其舊址建築院捨150間，藏書1,500卷，並願以學舍入官，並請令戚同文之孫戚舜賓主院，以曹誠為助教，經由應天府知府上報朝廷，受到宋真宗讚賞，翌年大中祥符二年（1009年）將該書院正式賜額為「應天府書院」。大中祥符七年（1014年），應天府升格為「南京應天書院」又稱為「南京書院」。慶曆三年（1043年），應天府書院改升為「南京國子監」，与东京（今开封）、西京（今洛阳）的国子监并列为北宋最高学府，同時也成為中國古代書院中唯一升級為國子監的書院。
從此，這所書院得到官方承認，成為宋代較早的一所官學化書院。時人稱：「州郡置學始於此」，天下學校「視此而興」。後該書院經應天知府、文學家晏殊等人加以擴展。范仲淹曾受教於此，及後曾在書院任教，盛極一時，「聚學為海，則九河我吞，百谷我尊；淬詞為鋒，則浮雲我決，良玉我切。」這是范仲淹在執掌應天書院時所作的《南京書院題名記》，足見當年應天書院的博雅學風和恢弘氣勢。應天府書院與白鹿洞書院、岳麓書院、嵩陽書院合稱中國四大書院。
應天府的辦學模式，令當地書院風氣大盛。李覯先在南城創辦了盱江書院，求學人數曾達千人之多；杜子野在宜黃興辦鹿岡書院，曾鞏在臨川辦起了興魯書院，並親自制訂校規並任教，還聘請歐陽修、王安石等名人教授生徒。

### 靖康國難
宋欽宗靖康元年(1126年)金兵南侵，應天府書院毀於戰亂。同時也因南宋偏安，就讀於書院的文人、士子紛紛南遷，中國書院教育中心向南移，在南宋理學大盛日時，應天府書院已不如白鹿洞書院，未能扮演文化傳承角色。　
明朝嘉靖十年(1531年)，御史蔡璦在商丘城西北隅以社學改建，而沿用舊名，重建書院，但萬曆七年(1579)，宰相張居正下令拆毀天下書院，應天書院遂廢。清乾隆十三年(1748年)知府陳錫格又重修應天府書院，但為時不久，書院又廢。

## 教學

### 概況
宋真宗大中祥符二年(1009)，范仲淹慕戚同文之名，從山東淄州(今淄博)求學於南都學舍。當時書院由戚舜賓主理，辦學時奉以「製為學規，課試講肄，莫不有法；寧親休沐，莫不有時；曲盡人情，人尤樂從。」應天府書院當時的執教者多是戚同文的再傳弟子，均為書院的名師，授以儒家經典，以六經為教材。
應天府書院提供免費教育，學生多為貧寒好學之士，形成刻苦嚴謹的學風，早年書院伙食不善，范仲淹求學時就有「五年未嘗解衣就枕」、「食不給，至以糜粥繼之」之說。
應天府書院被納入地方官學管理後，宋初政府通過賜書、賜匾額、賜學田等加強對書院的控制，但教育方針和教學方法上，書院仍有保留私學教育的特點。宋仁宗天聖年間，文學家晏殊任應天知府時，曾為書院聘請名師任教，書院規模得以進一步發展；1027年，范仲淹因母親去世辭去了興化縣令的職務，在應天府居喪時，亦於此地任教，四方學子紛紛慕名就學，其治學精神和憂國憂民的言行譽滿全國，書院在全國聲望空前，一時「人樂名教，復鄒魯之盛」，儼然為中州一大學府。

### 師資與學生
學者來自不同學派，晏殊、孫復、胡瑗均曾在應天府書院講會，其各自不同的政治主張時而引起辯論，學術氣氛濃厚。
范仲淹主持應天府書院時，擇生只有品德和學業上的基本要求，沒有年齡、身份和地域的限制，生徒來源廣泛，院生可以隨意流動，不受地域、學派限制，均可以前來聽學。

### 課程
范仲淹掌管應天府書院時，總結先師戚同文的教學方法，為書院制定出一系列學規，要求「為學次序」和「讀書次序」，嚴格要求院生學習。《上執政書》提出「固國本」、「厚民力」、「重名器」、「備戎狄」、「杜奸雄」、「明國事」6件大事。其中，「重名器」就是慎科舉、敦教育，初步形成了宋初河南書院教育的基本宗旨。
學院的基本課程是儒家經典《詩》、《書》、《禮》、《易》、《樂》和《春秋》，強調「夫善國者，莫先育才，育才之方，莫先勸學，勸學之要，莫尚宗經。」學生會按照不同專長而入讀各項分科，課程主張學以致用，提倡實地考察，即所謂「明體達用」。范仲淹說：「天下危困，乏人如此，將何以救？在於教以經濟之業，取以經濟之才。」在「經濟之才」的總要求下，還要培養專業人才。他亦把「德」說成是人性所固有的，他主張選拔人才要德才兼備，且首先注意德。
在教學過程中，教師向學生講學，但大多是提綱挈領的，並不作逐字逐句的解釋串講，只給學生提示，再由學生提出疑難，作針對性討論。應天府要求教師作表率，每當給諸生命題作賦，范仲淹會先作一篇，掌握試題難度和著筆重點，使諸生迅速提高寫作水平。由於范仲淹在道德學問上堪為表率，學風甚濃。

### 國家地位
宋仁宗慶曆年三年（1043），擔任宋廷參知政事的范仲淹提出「精貢舉、擇官長」等十項改革主張，取胡瑗蘇湖教法改革當時教育系統，期時應天府已升格為南京國子監，先行實施改革，一改當時崇尚辭賦的浮淺學風，重經義、重時務、重實際。
范仲淹執教應天府書院時，經常教導學生要「從德」，而不能僅以科舉仕進作為求學的最終目的。在他提出的「為學之序」中，學、問、思、辨四者也是最後落實到「行」上。後人立有《宋范文正公講院碑記》，建藏書樓，回顧范仲淹的講學生涯。